# Giuseppe Schirò
Giuseppe Schirò, en arbëreshë Zef Skiroi, (Piana degli Albanesi, Sicília, 1865 - Nàpols, 1927) fou un poeta, lingüista, periodista i escriptor arbëreshë en albanès. Conegut folklorista, freqüentà el seminari albanès de Palerm i es graduà en lleis el 1890. El 1887 va promoue a Palerm la revista Arbri i Ri (El jove albanès) i fou amic de Luigi Pirandello. Va aprofundir el coneixement de les tradicions de la literatura albanesa i els autors clàssics (Dante, Cervantes, Goethe, Friedrich von Schiller). Fou professor de literatura antiga al Liceu Garibaldi de Palerm i el primer catedràtic de literatura albanesa al Reial Institut Oriental de Nàpols. El 1925 va fer una conferència en honor del seu amic Luigj Gurakuri, assassinat a Bari.

## Obres
- Milo e Haidhei (1891)
- Kenkat e luftes (Cants de batalla, 1907)
- Te dhero i huaj (A terra estrangera, 1906)
- Kthimi (Retorn)
- Këngë tradicionale të kolonive arbëreshe në Sicili, (Cançons tradicionals del colons albanesos de Sicília, 1890)
- Këngë popullore shqiptare', 1901
- Këngë të përshpirtshme të kolonive arbëreshe në Sicili, 1907
- Këngë të përshpirtshme të kolonive arbëreshe të Sicilisë, 1907
- Këngë tradicionale dhe sprova të tjera të kolonive arbëreshe të Sicilisë, 1923